# Wenzel Hocke
Wenzel Hocke (8. ledna 1732, Jezvé u České Lípy – 1. března 1808, Horní Police) lidově zvaný Hockewanzel, byl římskokatolický kněz, velmi oblíbený v severních Čechách pro svou lidumilnost a specifický přístup k plnění povinností. Vyprávělo se o něm mnoho veselých historek, které později našly odraz i v literatuře.

## Život

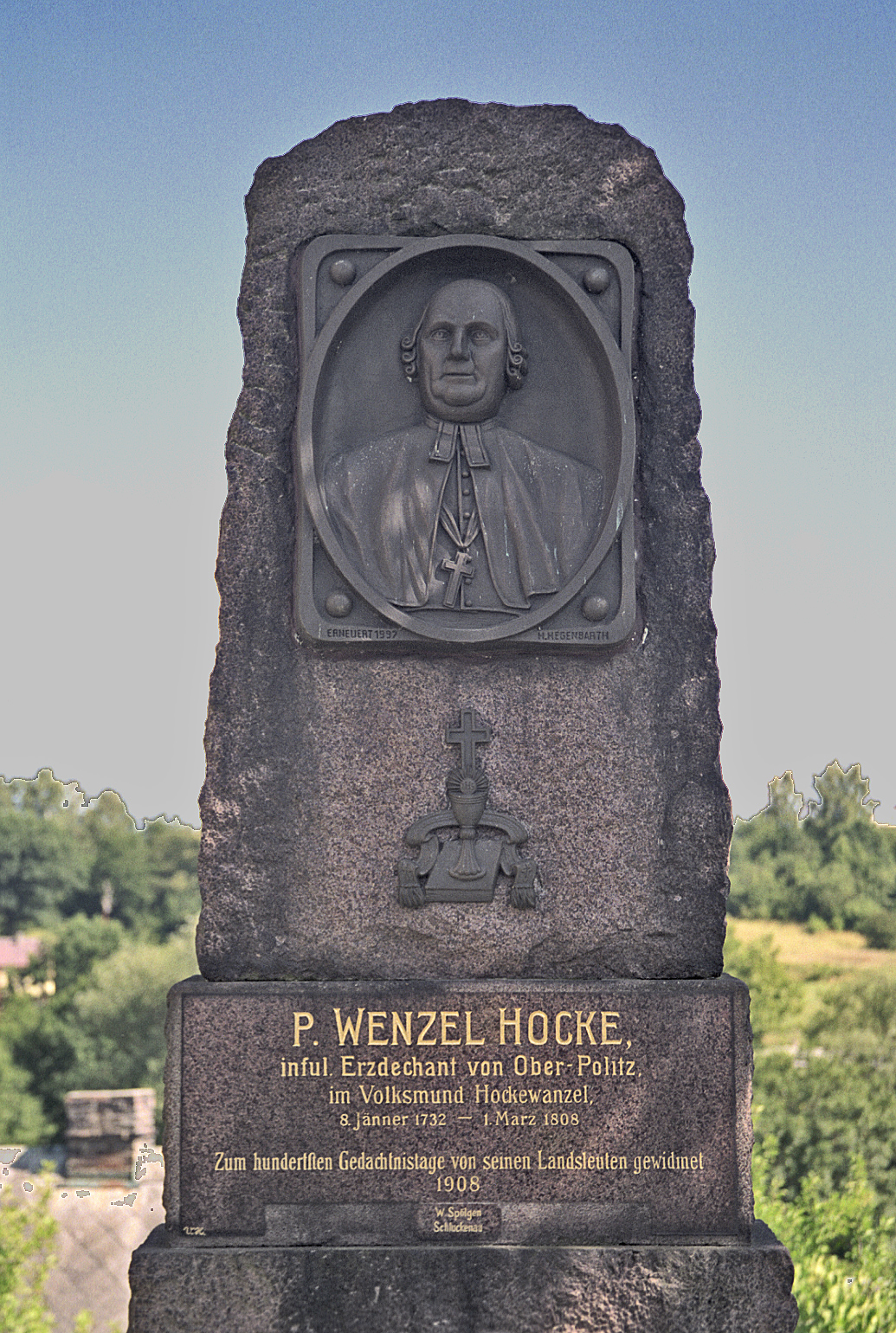
Pamětní kámen před branou do poutního areálu stojí v místě, kde Wenzela Hockeho stihla mrtvice.

Wenzel Hocke pocházel z rodiny mlynáře v Jezvém. V tamním mlýně se také roku 1732 narodil. Vystudoval bohosloví v kněžském semináři v Litoměřicích a po vysvěcení na kněze v roce 1756 působil deset let ve farnosti Malá Bukovina na Děčínsku, odkud byl přeložen na arciděkanskou farnost do Horní Police, jen několik kilometrů od své rodné vsi (dnes tvoří Jezvé a Horní Police ještě spolu s městečkem Žandov jeden farní obvod). V Horní Polici před Hockem působil kněz Jan Kryštof Pitsch, který v roce 1779 zemřel na mor. V témže roce přišel Hocke do Horní Police a ujal se (ve věku 47 let) zdejší duchovní správy jakožto arciděkan.
Pro dobu jeho působení v úřadě arciděkana v Horní Polici bylo typické, že používal velice specifický a mnohdy až drsný typ humoru, jehož terčem se stávali mimo jiné například litoměřický sídelní biskup Ferdinand Kindermann, či vrchnost z polického zámku. To ovšem neznamená, že by byl Hocke nějakým bezstarostným komikem. Svou službu kněze ve farnosti vykonával svědomitě, o čemž svědčí i dochovaná vizitační zpráva (sestavil jí častý terč Hockeho vtípků, biskup Kindermann), ve které se mimo jiné uvádí: „V kostele je vzorný pořádek a čistota… školní mládež je vzorně vyučována… uznání patronátního úřadu.“
Další Hockeho činností bylo domáhání se práv polických arciděkanů, nosit při slavnostních příležitostech stejné insignie jako biskup. Toto právo vymohla všem polickým arciděkanům majitelka panství, ale privilegium nebylo biskupy příliš dodržováno. Biskup Kindermann, který o Hockem mimochodem napsal, že je to „člověk s výjimečnou kněžskou zralostí“ se pokoušel arciděkana uchlácholit tím, že ho v roce 1797 jmenoval biskupským vikářem, ale nakonec povolil a Hockemu bylo právo nosit insignie potvrzeno. Kindermannův nástupce Hockeho v roce 1807 jmenoval konsistorním radou. Rok nato Hocke zemřel po mrtvici u fary v Horní Polici ve své bryčce.
Zajímavé je, že přes všechny pocty až do své smrti Hocke nepřestal žít životem prostého faráře z venkova. Dopřával si drobná potěšení - v polickém pivovaře hrával karty a rád se také piva napil.

### Místo posledního odpočinku
Arciděkan Hocke byl již za svého života velmi ceněn pro svou lidskou povahu. To se projevilo i výběrem místa jeho posledního odpočinku - je pohřben v Horní Polici na hřbitově u kostela hned u paty hlavního hřbitovního kříže, což je považováno za nejčestnější místo na každém hřbitově.

## Posmrtná popularita
Hockeho věhlas nevyprchal ani po jeho smrti a žertovná vyprávění o jeho skutcích se po dlouhá léta uchovávala v ústní tradici zejména mezi sudetskými Němci. Knižní podobu dostala tato vyprávění až roku 1880, kdy vyšla kniha kněze Antona Nittela Geschichten vom Hockewanzel, která se v následujících desetiletích dočkala řady dalších vydání. Některé z Nittelových povídek o Hockewanzelovi byly publikovány v českém překladu například v diecézním
měsíčníku Zdislava, který vydává litoměřické biskupství a také v Literárních novinách.
Postavu Hockewanzela si vypůjčil také německý spisovatel (a liberecký rodák) Otfried Preussler do své knihy Die Flucht nach Ägypten - Königlich böhmischer Teil - česky vyšla roku 1996 pod názvem Útěk do Egypta přes Království české.
V roce 2008 proběhla v obcích Jezvé (kde se Hocke narodil) a v Horní Polici (kde zemřel), připomínka 200 let od jeho úmrtí. v Jezvém se tak stalo při svatovavřinecké poutní Mši svaté 9. srpna, kterou v tamním kostele celebroval generální vikář litoměřické diecéze Mons. Karel Havelka.